# Vintířov
Vintířov är en ort i Tjeckien.   Den ligger i regionen Karlovy Vary, i den västra delen av landet, 120 km väster om huvudstaden Prag. Vintířov ligger 455 meter över havet och antalet invånare är 1 132.
Terrängen runt Vintířov är kuperad norrut, men söderut är den platt. Runt Vintířov är det ganska tätbefolkat, med 149 invånare per kvadratkilometer. Närmaste större samhälle är Karlovy Vary, 10,9 km öster om Vintířov. I omgivningarna runt Vintířov växer i huvudsak blandskog.